# Katina Schubert
Katina Schubert (Heidelberg 28. prosinca 1961.) je njemačka je političarka u ljevičarske stranke die Linke

## Kaznena prijave protiv Wikipedije
6. prosinca 2007.  Katina Schubert je podnjala kaznenu prijavu protiv Wikipedije na njemačkom jeziku zbog prikazivanja nacionalsocijalističih simbole poput svastike u svojim člancima. Radilo se je o članku o nacističkoj omladinskoj organizaciji Hitlerjugend.
Nakon kritika od strane članovima svoje stranke Schubert je povukla svoje optužbe, ali zadržala svoju kritiku Wikipediji 